# Jere Sallinen
Jere Sallinen, född 26 oktober 1990 i Esbo, Finland , är en finländsk professionell ishockeyspelare som tidigare har spelat för bland annat Esbo Blues och HPK. Han spelar numera för Edmonton Oilers i NHL. Sallinen blev vald i NHL-draften 2009 av Minnesota Wild som 163:e spelare totalt. Han är yngre bror till ishockeyspelaren Tomi Sallinen.

## Klubbar
- Esbo Blues, SM-Liiga 2007/2008–2011/2012
- Jokipojat, Mestis 2011/2012
- HPK, SM-Liiga 2011/2012–2013/2014
- Örebro HK, SHL 2013/2014
- Jokerit, KHL 2014/2015–2015/2016
- Edmonton Oilers, NHL 2016/2017–